# Narini
Narini (in sloveno Narin) è un centro abitato della Slovenia, frazione del comune di San Pietro del Carso.
Dal paese, percorrendo un ripido sentiero, si arriva alla chiesa di San Martino.